# مغنولاوية
المغنولاوية (الاسم العلمي: Magnolieae) هي قبيلة من النباتات تتبع فصيلة المغنولات من الرتبة المغنوليات.

## أجناس المغنولاوية
- المغنولية